# Sharon Berlinghoff

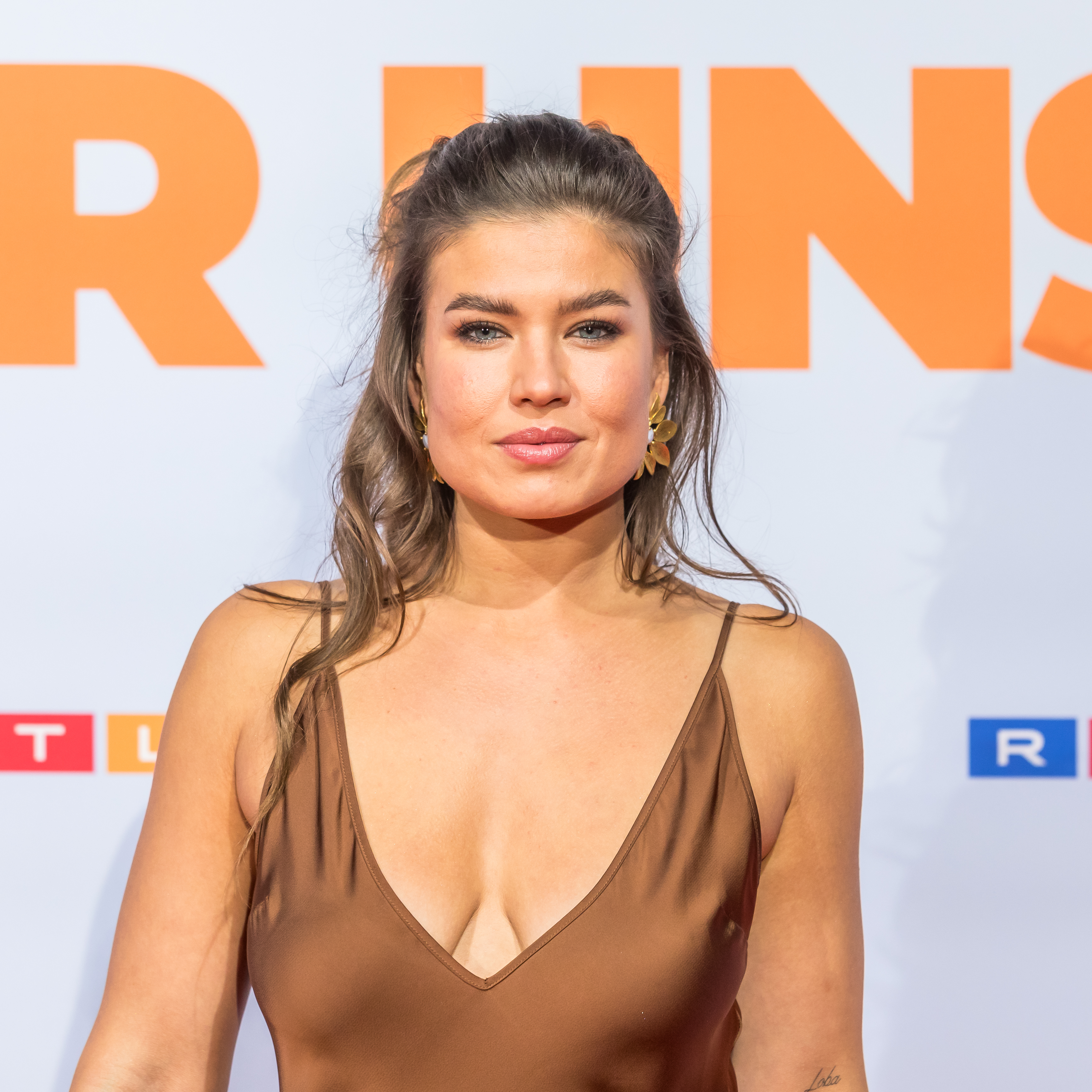
Sharon Berlinghoff, 2024

Sharon Sophie Berlinghoff (* 8. Dezember 1995 in Troisdorf) ist eine deutsche Schauspielerin.

## Leben
Sharon Berlinghoff absolvierte zwischen 2014 und 2017 eine Ausbildung zur Schauspielerin an der Stage School Hamburg. Seit dem 26. August 2018 (Episode 5908) ist sie als Vivien „Vivi“ Köhler in einer der Hauptrollen in der RTL-Seifenoper Unter uns zu sehen. 2019 stand sie für Episodenrollen in den Fernsehserien Pastewka, SOKO Wismar und Rentnercops vor der Kamera, die 2020 erstausgestrahlt wurden.
Im Mai 2022 gab Berlinghoff ihre Liaison mit ihrem Schauspielkollegen Timothy Boldt (* 1990), den sie bei den Dreharbeiten von Unter uns kennenlernte, öffentlich bekannt. Das Paar lebt in Köln.

## Filmografie
- 2018–2024: Unter uns (Fernsehserie)
- 2020: Pastewka (Fernsehserie, 3 Folgen)
- 2020: SOKO Wismar (Fernsehserie, Folge Der Aussteiger)
- 2020: Rentnercops (Fernsehserie, Folge Vergeigt)
- 2025: WaPo Duisburg (Fernsehserie, Folge Der schlafende Neptun)